# 歸屬感
歸屬感是人類被接納為群體成員的情緒需求。 無論是家人、朋友、同事、宗教還是其他，有些人往往有一種“與生俱來”的歸屬感，希望成為比自己更偉大的事物的重要組成部分。 這意味著一種比簡單的相識或熟悉更重要的關係。
歸屬感是一種存在於人性中的強烈感覺。 歸屬或不歸屬是一種主觀體驗，會受到我們自身和周圍環境中許多因素的影響。 一個人的歸屬感可以極大地影響一個人的身體、情感、心理和靈性情緒。
Roy Baumeister 和 Mark Leary 認為，歸屬感是一種基本的人類動機。 這種慾望是如此普遍，以至於所有文化和不同類型的人都對歸屬感有所需求。
積極傾聽有助於營造歸屬感，這是因為能夠以理解和有意義的方式傾聽和回應他人。